# Matrixspinnen

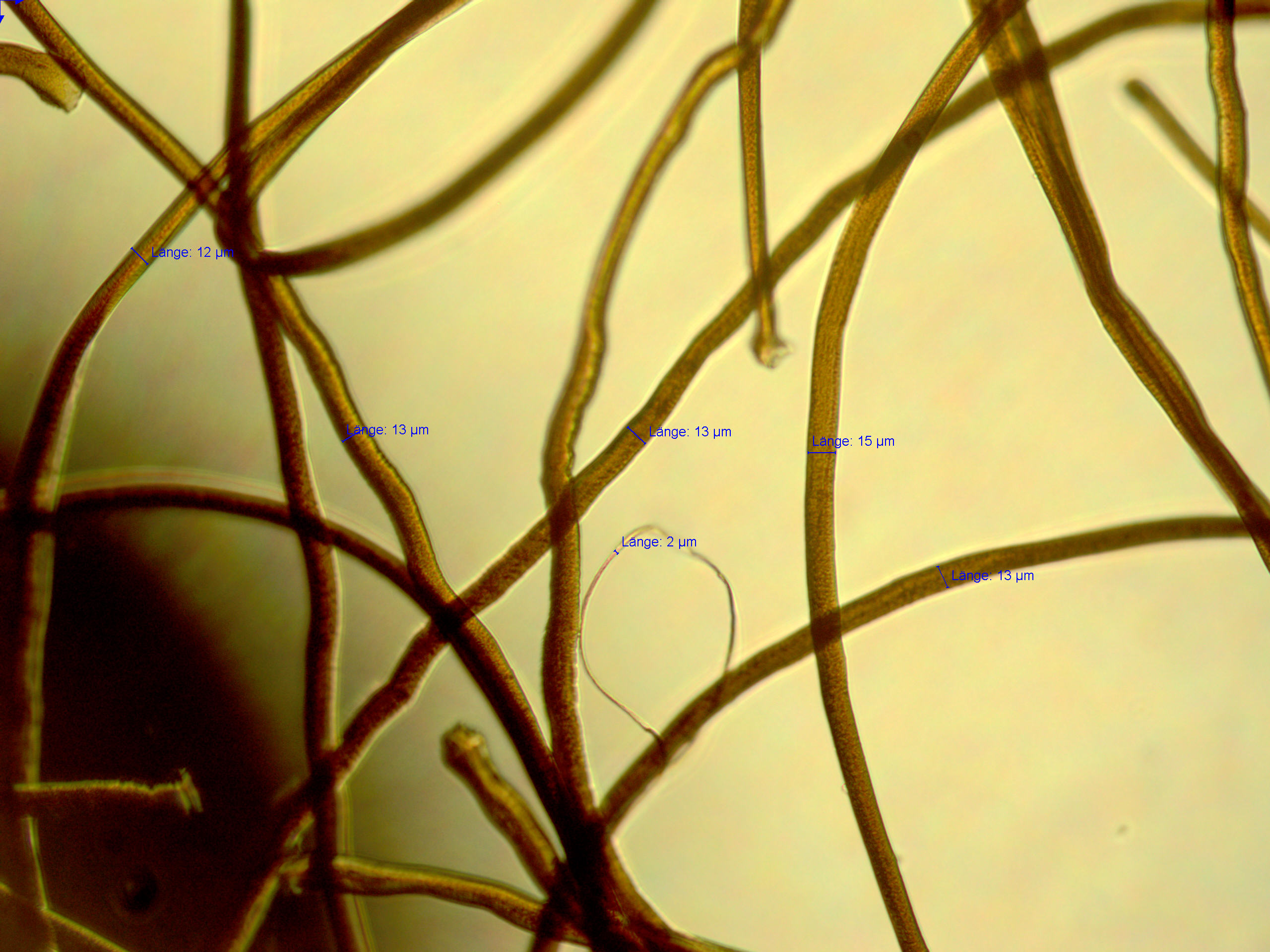
Braune PTFE-Fasern aus Matrixspinnprozess

Das Matrixspinnen ist ein Verfahren zur Herstellung von PTFE-Fasern. Es handelt sich hierbei allgemein um eine Art Nassspinnverfahren, speziell um ein modifiziertes Viskoseverfahren. Aufgrund der durch das Spinnverfahren bedingten charakteristischen Braunfärbung werden solche PTFE-Fasern oftmals als braunes PTFE bezeichnet.
Bei der Herstellung von PTFE-Fasern besteht die Schwierigkeit, dass sich reines PTFE aufgrund der hohen Schmelzviskosität nicht für das Schmelzspinnverfahren und aufgrund seiner Beständigkeit gegenüber Lösungsmitteln nicht für das Nassspinnverfahren eignet.
Beim Matrixspinnen wird eine wässrige PTFE-Dispersion mit einer Viskosespinnmasse in Verhältnissen von 3:1 bis 24:1 – bezogen auf die Massen von PTFE und Viskose – vermischt und durch Spinndüsen in ein saures Spinnbad gepresst (ausgesponnen). Streng genommen werden in diesem Schritt keine PTFE-Fasern, sondern Viskosefasern in einem Nassspinnverfahren hergestellt. Die Viskose dient hierbei als Matrix für das in der Faser eingebettete PTFE (Bikomponentenfaser). Allerdings besitzen diese Fasern nur eine geringe Zugfestigkeit und auch nicht die gewünschten chemischen Eigenschaften des reinen PTFE. Daher wird in einem weiteren Verarbeitungsschritt durch Erhitzen der Fasern auf Temperaturen oberhalb des Schmelzpunktes von PTFE zum einen das PTFE gesintert, zum anderen zersetzt sich dabei die Matrix aus Viskose, wodurch eine PTFE-Faser mit einem geringen Anteil an Abbauprodukten der Viskose entsteht. Diese Abbauprodukte sorgen für die charakteristische Braunfärbung der Faser. Zusätzlich zum Erhitzen wird die Faser verstreckt (d. h. durch Anlegen einer Zugspannung verlängert), was zusammen mit dem Sintern des PTFE zu einer Erhöhung der Festigkeit der Faser führt.